# Cseke Lilla
Cseke Lilla (Fehérgyarmat, 1983. május 16. –) magyar hosszútávfutó és ultramaratonista, az Ultrabalaton pályacsúcstartója és női győztese 2022-ben. Az év ultrafutója Magyarországon (2019, 2021). Hatszoros magyar bajnok. 2021-ben a világ legjobb 50 mérföldes női eredményét futotta (6:09:15).

## Nemzeti díjak
Az év női ultrafutója (aszfalt) 2019-ben, 2021-ben.

## Eredményei az Ultrabalatonon
2021-ben női 2. hely 22:05:02-es idővel (217 km). 2022-ben új pályacsúccsal abszolút 4. és női 1. hely 20:15:15-es idővel (210 km).

## Egyéni rekordok
| Versenyszám  | Eredmény   | Hely                                  |
| ------------ | ---------- | ------------------------------------- |
| Félmaraton   | 1:24:00    | Magyarország (2021)                   |
| Maraton      | 3:00:01    | Debrecen, Magyarország (2021)         |
| 50 km        | 3:42:27    | Balatonfüred, Magyarország (2021)     |
| 50 mérföld   | 6:09:15    | Balatonfüred, Magyarország (2021)     |
| 100 km       | 8:21:29    | Budakalász, Magyarország (2022)       |
| 6 óra        | 77,059 km  | Szekszárd, Magyarország (2019)        |
| 12 óra       | 127,160 km | Balatonfüred, Magyarország (2019)     |
| 24 óra       | 207,920 km | Balatonfüred, Magyarország (2019)     |
| Ultrabalaton | 20:15:15   | (2022) első hely új női pályacsúccsal |